# 武汉纺织大学

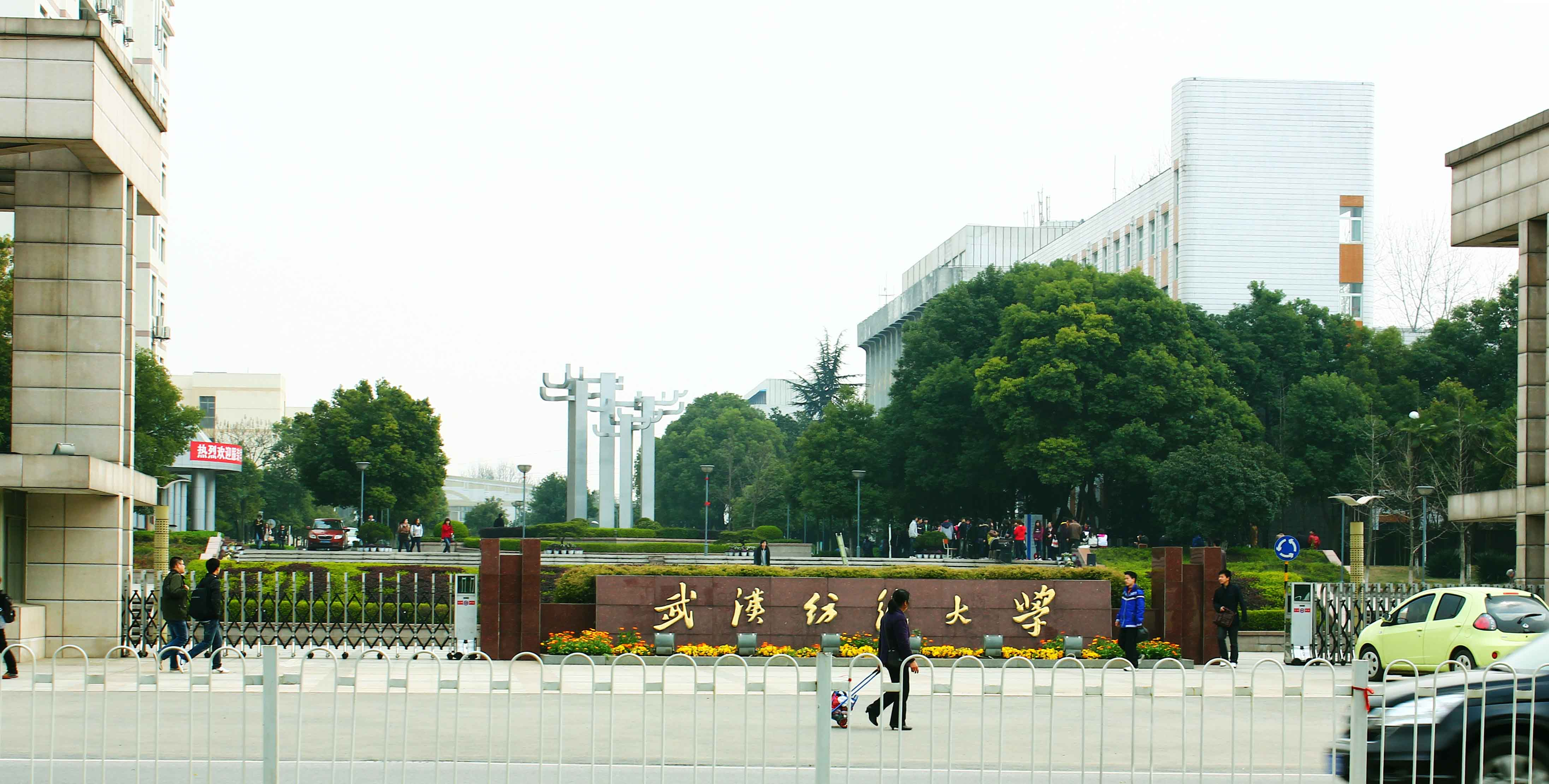
武汉纺织大学南湖校区西门

武汉纺织大学位于中國湖北省武汉市，现有南湖校区（老校区，位于鲁巷纺织路一号）、阳光校区（主校区，2004年开始招生）、东湖校区（湖北财经高等专科学校）三大校区，占地面积2400余亩，建筑面积70多万平方米。学科覆盖了工学、理学、哲学、文学、管理学、经济学、法学和教育学八个学科门类，以纺织服装为特色，42个本科专业，现在有校本科生、研究生一共14000余人。

## 历史沿革
武汉纺织大学历史可溯源于1958年成立的武汉纺织学院与湖北轻工业学校，几经变迁形成今天的格局。
- 1958年，武汉纺织学院在武汉市武昌三层楼创建，隶属于武汉市领导。同年湖北轻工业学校于武昌马房山创办，隶属于湖北省轻工业局领导。
- 1962年7月，武汉纺织工学院停办。
- 文化大革命时期，湖北轻工业学校中途停办，1970年，学校恢复办学。
- 1978年，经国家教委批准，在湖北轻工业学校轻工、纺织专业分离的基础上组建四所新学校。分出纺织专业成立武汉纺织工学院和湖北省纺织工业学校；分出轻工专业成立湖北轻工业学院和湖北轻工业学校。其中，武汉纺织工学院是经国务院批准恢复重建的院校之一，隶属于国家纺织工业部。
- 1998年，武汉纺织工学院的教育管理体制调整后划转为中央与湖北省共建。
- 1999年，武汉纺织工学院更名为武汉科技学院。
- 2002年，成立于1958年的湖北省对外贸易学校并入武汉科技学院。
- 2003年，武汉科技学院学生孙志刚在广州被殴打致死，引发中国对收容遣送制度的议论，收容遣送制度最终被废除。
- 2006年，湖北财经高等专科学校经湖北省政府行文由省教育厅委托武汉科技学院代管。
- 2010年，武汉科技学院更名为武汉纺织大学[2]。
- 2011年，湖北财经高等专科学校并入武汉纺织大学。[3]

## 院系设置
- 伯明翰时尚创意学院
- 服装学院
- 现代纺织学院
- 纺织科学与工程学院
- 机械工程与自动化学院
- 化学与化工
- 电子与电气工程学院
- 艺术与设计学院
- 数学与计算机学院
- 环境工程学院
- 材料科学与工程学院
- 经济管理学院
- 传媒学院

## 知名校友
- 孙志刚